# أمل محمد (ممثلة إيرانية)
     لشخصية أخرى تحمل اسم أمل محمد، طالع أمل محمد (توضيح).

أمل محمد (21 أكتوبر 1971 -)، ممثلة إيرانية تعيش في الكويت. دائم ما تشارك في أدوار كومبارس في بعض الأعمال.

## أعمالها

### من المسلسلات
- 2006: حبل المودة.
- 2007: عرس الدم.
- 2008: عيون الحب.
- 2008: فضة قلبها أبيض.
- 2008: عائلتي.
- 2009: موزة ولوزة.
- 2009: دمعة يتيم.
- 2009: آخر صفقة حب.
- 2010: نور في سماء صافية.
- 2010: الرهينة.
- 2010: أنين.
- 2010: أميمة في دار الأيتام.
- 2011: علمني كيف أنساك.
- 2011: بنات سكر نبات.
- 2011: بوكريم برقبته سبع حريم.
- 2011: الدخيلة.
- 2012: بين الماضي والحب.
- 2012: غريب الدار.
- 2012: حلفت عمري.
- 2012: شارع 90.
- 2012: خوات دنيا.
- 2013: عطر الجنة.
- 2013: ثريا.
- 2014: صديقات العمر.
- 2017: اقبال يوم اقبلت.
- 2017: اليوم الاسود.
- 2018: عزوتي.
- 2018: الخافي أعظم
- 2019: أنا عندي نص
- 2020: ورود ملونه
- 2020:عافك الخاطر
- |2022: عاشر صفحة

## روابط خارجية
- أمل محمد على موقع قاعدة بيانات الأفلام العربية